# Péaule
Péaule település Franciaországban, Morbihan megyében. Lakosainak száma 2856 fő (2022. január 1.). Péaule Limerzel, Caden, Béganne, Nivillac, Marzan és Le Guerno községekkel határos.

## Népesség
A település népességének változása:
| Lakosok száma | 1943 | 2138 | 2188 | 2426 | 2565 | 2619 | 2682 | 2712 | 2718 | 2856 |
|               | 1968 | 1982 | 1990 | 2006 | 2013 | 2015 | 2017 | 2019 | 2020 | 2022 |